# Tetiana Ostashchenko
Tetiana Mykolaivna Ostashchenko (ucraïnès: Тетяна Миколаївна Остащенко; Lviv, agost de 1974) és una metge militar ucraïnesa, general de brigada i comandant de les Forces Mèdiques de les Forces Armades d'Ucraïna (des de 2021). És la primera dona de la història d'Ucraïna a comandar una branca militar, així com la primera dona que ostenta el grau de general de brigada.

## Biografia
Tetiana Ostashchenko va nàixer a Lviv (Ucraïna occidental) l'agost de 1974, el seu pare va servir a l'exèrcit.
El 1996 es va graduar amb honors a la Universitat Nacional de Medicina Danylo Halytsky Lviv (Facultat de Farmàcia). El 1998, Ostashchenko es va graduar a l' Acadèmia Mèdica Militar d'Ucraïna.
El 2020, va completar cursos de reforma del sector de defensa i seguretat i lideratge estratègic per a la gestió a la Universitat de Cranfield, al Regne Unit.
Des de 1998, ha servit a l'exèrcit, ocupant diversos càrrecs.
El juliol de 2021, va ser nomenada comandant de les Forces Mèdiques de les Forces Armades d'Ucraïna. Tetiana Ostashchenko es va convertir en la primera dona de la història d'Ucraïna a comandar una branca militar, així com la primera dona a ocupar el rang de general de brigada.